# Länsväg 169
De Zweedse weg 169 (Zweeds: Länsväg 169) is een provinciale weg in de provincie Västra Götalands län in Zweden en is circa 19 kilometer lang.

## Plaatsen langs de weg
- Myggenäs
- Höviksnäs
- Gunneby
- Fagerfjäll
- Bleket
- Aröd
- Rönnäng

## Knooppunten
- Länsväg 160 bij Myggenäs (begin)